# Minas de la Solana
En el término municipal de Almócita, se encuentra el Cerro del Capitán, con una altitud de 1028 msnm, desde su punto más alto se divisa toda su jurisdicción. El Cerro del Capitán es el centro de separación del río Andarax y el Barranco del Bosque, su extensión es de 2 kilómetros y termina en La Solana, límite con Fondón.
El Cerro del Capitán encierra en sus entrañas una gran riqueza en plomo y otros minerales, que aún hoy no han sido extraídos: como platino y cuarzo, estando estos en menor cantidad. Esto quedó demostrado cuando en 1968 una empresa se llevó y analizó los residuos de los lavaderos de la Solana encontrando en los mismos diferentes clases de partículas.

## Historia
Según se puede verificar y al hilo del texto que nos ocupa, las minas han sido en tres ocasiones explotadas.
La historia comienza en el siglo XVIII, momento en que la explotación se convirtió en una fuente de ingresos muy notable para el pueblo. Fueron muchos años de excavaciones, con los medios de la época el trabajo fue lento y difícil, poner en marcha y trabajar en dichas minas, supuso mucho esfuerzo a base de pico y pala. Cuando alguna cantera se resistía a dar frutos, se metían barrenos, perforando la roca con un puntero y un marro, después se introducía pólvora y una mecha, que era, por así decirlo, el máximo adelanto del que se disponía.
Se perforaba el pozo hasta encontrar el filón y así comenzaba la mina. Para bajar a los pozos se colocaba un trípode en la boca y con una polea, una soga y una espuerta bajaban los mineros, que además, también se utilizaba para subir el escombro para separar después el plomo. Se transportaba sin lavar, en “recuas” de burros y mulos, empaquetado en sacos hasta el puerto más cercano, normalmente Adra o Almería. Para aprovechar el viaje, había hombres llamados arrieros que llevaban cinco y seis animales, que tardaban días en regresar, pues los caminos se encontraban en muy malas condiciones.
Cada pozo tenía un nombre, según su riqueza, nivel de dificultad, esfuerzo o peligro que entrañase su explotación.
Uno de ellos fue nombrado como "La Perla", según cuentan, junto con otro pozo denominado “La Abundancia”, fueron los más productivos, eran canteras limpias e interminables. “La Dificultad”, “Las Cabras” y “San Miguel” eran otras pozos importantes. También se conocen “El Impulso” y el “No te Asomes”, llamado así por peligroso.
Los mineros trabajaban de sol a sol, ganando 4 reales al día; obteniendo el barrenero y los encargados 6 reales, siendo el cómputo mensual de entre 30 y 45 peseta al mes. Fueron muchos años de trabajo en esas condiciones, la vida transcurría demasiado despacio , la mayoría no sabían leer ni escribir, solo trabajar. Los medios y la visión empresarial de la época, delimitaron el periodo de explotación de esta primera etapa, cuyos rasgos distintivos serían la laboriosidad y las técnicas de trabajo rudimentarias. Fue la que más empleo generó, pero también en peores condiciones laborales.
En 1950 reanudaron los trabajos del Cerro del Capitán, en el paraje llamado la Solana. Para estas fechas ya existían camiones, tractores y algunos adelantos más, como la energía eléctrica. Esta segunda etapa de explotación implicó grandes necesidades de infraestructuras, pues empezaron por hacer carreteras, la más importante, desde la carretera general en el Paraje del Viso, que es donde termina el Cerro del Capitán, rodeándolo hasta llegar a la Solana, mediante un trazado de 1 km de longitud, evitaron cruzar el barranco que representaba una mayor dificultad.
Las instalaciones se dilataron bastante en el tiempo, pues no era fácil llevar el agua, la luz y otros requerimientos exigidos por el Ayuntamiento, como por ejemplo un lugar para almacenar los residuos, que suponían un peligro para las personas, flora y fauna. Para cumplir con este requisito, se construyó un depósito de grandes dimensiones de hormigón. Con el agua también hubo problemas, pues se pretendía subirla desde el banzao del río Andarax, ya que la Solana se encuentra apenas a 500 metros, pero no llegaron a entenderse los encargados de la mina y el alcalde en funciones del momento; pasando posteriormente a negociar con Fondón, y se concretó un acuerdo para trasvasar el agua desde el pozo “La Granaina”, que se encuentra en el puente el Vaho. Se construyó una instalación campo a través, utilizando para ello unas canalizaciones y una bomba que hacía llegar el agua hasta la balsa. Esta era redonda y estaba levantada sobre la superficie, con 3 metros de altitud, siendo su importancia basada en su función para abastecer los lavaderos.
Se edificaron viviendas para jefes y algunos empleados; entre los beneficiaros se incluían ingenieros, capataces y facultativos. Los obreros solían desplazarse caminando desde su residencia hacia el lugar de trabajo, pudiendo algunos utilizar una bicicleta, un bien de lujo por el momento. Al terminar las instalaciones se creó un pueblo pequeño en lo alto de una montaña con vistas al río, a los llanos y las sierras que desde allí se divisan.
Fue aproximadamente en 1955 cuando se puso en marcha el funcionamiento de la extracción del plomo. El proceso comenzaba cargando los escombros amontonados en los vaciaderos y, mediante palas, los camiones eran cargados uno tras otro. La pala de mayor tamaño fue denominada como “El Tigre”, que era accionada por animales o incluso por los mismos obreros. Los camiones descargaban en una tolva y con el esfuerzo de los peones el escombro era trasladado a una cinta transportadora, que vaciaba en un lavadero donde comenzaba el lavado. De ese lugar pasaba a otro proceso de lavado para conseguir una mayor pureza. Posteriormente, mediante el uso de ácidos se conseguía un aumento de temperatura que hacía hervir el metal, siendo así separado de la ganga. Esta era transportada al pozo antes mencionado, y el plomo era llevado a un secadero para prepararlo de cara a su próxima fundición en la zona de Cartagena. En la zona se recuerda como una época de abundancia, los peones ganaban alrededor de 25 pesetas diarias y había mucho personal, debido a que las labores necesarias se llevaban casi siempre a mano.
Se produjeron accidentes, tanto humanos como ambientales. Uno de los trabajadores cayó a una cinta transportadora sin ser visto por sus compañeros, resultando muerto. En otra ocasión, el depósito de los residuos se rompió, vertiendo todos los residuos altamente contaminantes al río Andarax, viéndose afectada la fauna de dicho hábitat. Esta “segunda etapa o ciclo de explotación” pudo darse por concluida en el momento en que se dieron por finalizados los trabajos allá por el año 1962.
En 1968 otra empresa volvió a transportar todos los residuos que habían quedado en los lavaderos a otras minas que en ese momento funcionaban a máximo rendimiento, las anteriores instalaciones ubicadas en las minas de la Solana habían quedado como una simple ruina histórica de lo que un tiempo fue una gran explotación minera. Teniendo en cuenta las escasez de los años posteriores a la plena actividad de las minas, no fue extraño ver como poco a poco estas estructuras residuales fueron desapareciendo para cubrir ciertas necesidades de material por parte de muchos vecinos, es decir, las puertas, la madera, vigas de acero y otros elementos muy valiosos en el contexto de la época, fueron recicladas y reutilizadas por los vecinos de Almócita y los pueblos colindantes.
Los excedentes de material que en una época anterior fueron considerados como simples desechos que carecían de valor, en este nuevo periodo y con los adelantos asociados a la época pudieron ser exprimidos nuevamente. Había más adelantos para analizar los minerales y fue cuando se detectó que en aquellos residuos de plomo había partículas de platino.
Estos escombros se transportaban a las minas de Martos y otros a las de Laujar, pueblo de destino en el que muchos trabajadores acabarían por establecer su residencia, en vista de la distancia y la falta de medios para llegar a su puesto de trabajo. Con esta tercera etapa se pudo dar por concluida la explotación en todas sus dimensiones. 
Una anécdota de este curioso enclave geográfico, fue el hecho de que cuando quisieron empezar la explotación de las minas, tuvieron sus más y sus menos por los linderos, mientras el Ayuntamiento de Fondón reclamaba la pertenencia y propiedad de algunos de los pozos, el de Almócita hacía lo propio, inclinándose posteriormente la balanza y por tanto la soberanía sobre dicho territorio del lado almociteño.
En la actualidad se pueden contemplar los restos en ruinas de las instalaciones.